# 1698 Christophe
1698 Christophe è un asteroide della fascia principale del diametro medio di circa 24,98 km. Scoperto nel 1934, presenta un'orbita caratterizzata da un semiasse maggiore pari a 3,1672143 UA e da un'eccentricità di 0,1026543, inclinata di 1,50378° rispetto all'eclittica.
L'asteroide è dedicato a un pronipote dell'astronomo belga Georges Roland.